# Miguel José Cambiaso Tapia
Miguel José Cambiazo Tapia (Petorca, 1823 - Valparaíso, 4 de abril de 1852) fue un militar y político chileno.

## Biografía
Hijo de Ángel María Cambiazo y de Teresa Tapia. Ingresó al cuerpo de artillería del ejército en marzo de 1842. Se casó con Dolores Bohórquez Soyago en 1845.
Desde su matrimonio comenzó a desarrollar un carácter violento y agresivo con su propia mujer y con el resto de la sociedad. Trató de envenenar a su cónyuge. Peleaba con cualquiera y su crueldad se manifestaba en todos sus actos. Ejerció muchas especialidades y profesiones, aun sin abandonar las armas.
En cierta ocasión se presentó a Francisco Bilbao, ofreciéndose para servir a la Sociedad de la Igualdad. Esto hecho parece estar relacionado con el motín que él protagonizó en Punta Arenas (Motín de Cambiazo), al que le dio un carácter de revolución, dirigida contra el gobierno de Manuel Montt, tal como la estaba preparando la Sociedad de la Igualdad.
Fue mandado a Punta Arenas en castigo de actos de indisciplina cometidos en Ancud. Allí también llevó una conducta irregular, por lo que se le arrestó. Mientras cumplía este arresto se escapó y organizó el motín. 
Después de toda clase de atrocidades cometidas en Punta Arenas, en las cuales abundaron las masacres y asesinatos, incluido el del gobernador de la plaza, Benjamín Muñoz Gamero, organizó una “expedición libertadora” con la pretensión de reunirse al general José María de la Cruz Prieto.

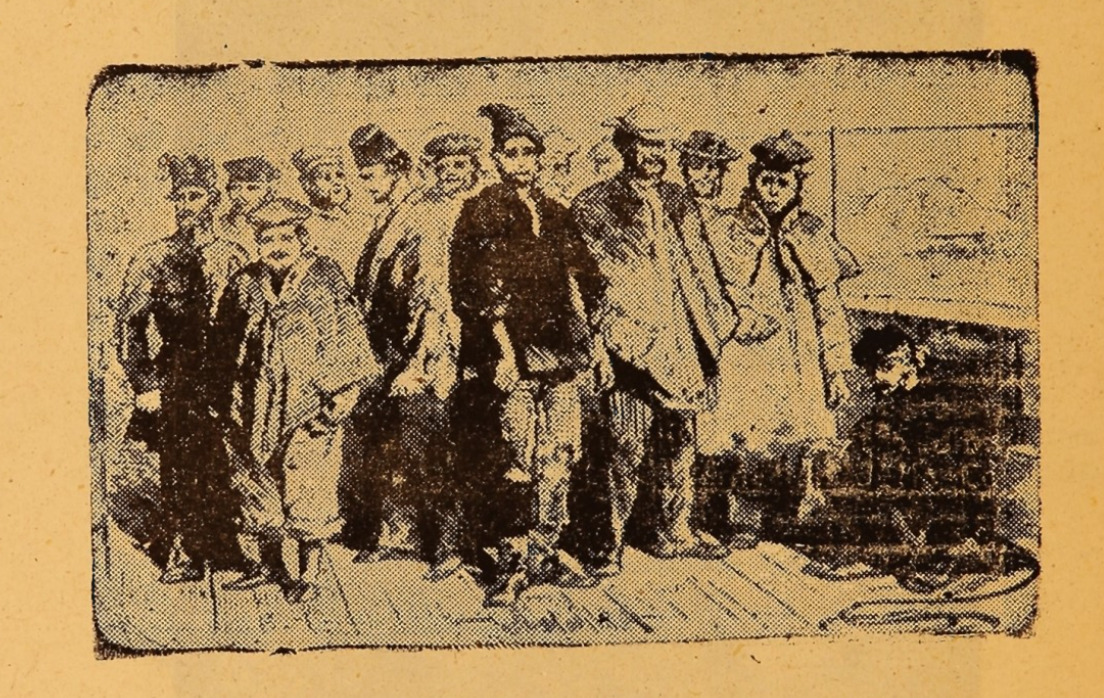
Miguel José Cambiaso prisionero en una ilustración de un oficial británico para The llustrated London News en 1852.

Fue apresado por sus propios hombres, cansados de ver correr sangre inútilmente, y entregado a las autoridades de Ancud. De ahí se le mandó a Valparaíso, donde se le siguió proceso y se le condenó a muerte. Se le ajustició, fusilándole en la plaza y posteriormente debía seguir el descuartizamiento como parte de su castigo. El verdugo del descuartizamiento fue difícil de encontrar y después de mucho buscar fue uno de los presos que se ofreció para ser su verdugo a cambio de su libertad, no sin antes teñirse de hollín para no ser reconocido posteriormente.

## Cambiaso en Literatura
En crónica
- Vicuña Mackenna, Benjamín; Cambiazo (1877). Santiago de Chile: Imprenta de la librería del Mercurio. p 371.
- Bunster, Enrique; Motín en Punta Arenas y otros procesos celebres (1950). Santiago de Chile: Editorial Ercilla. p 210.
- Braun Ménendez, Armando; Cambiazo, el último pirata del Estrecho (1971). Buenos Aires: Editorial Francisco de Aguirre. p 292.

En novela
- Martínez, José Miguel; Hombres al sur (2015). Santiago de Chile: Tajamar Editores. p 344.  Archivado el 29 de agosto de 2015 en Wayback Machine.
- Solar, Francisca; La Vía Damna (2022). Santiago de Chile: Editorial Minotauro. p 87. [3]
- Adriazola Brandt, Paulo; "Conmigo no hai cuartel". El motín del teniente Cambiazo (2023). Santiago de Chile: Editorial Forja.

{https://www.editorialforja.cl/publicaciones-novelas/}